# Christian Ernst Hanßelmann

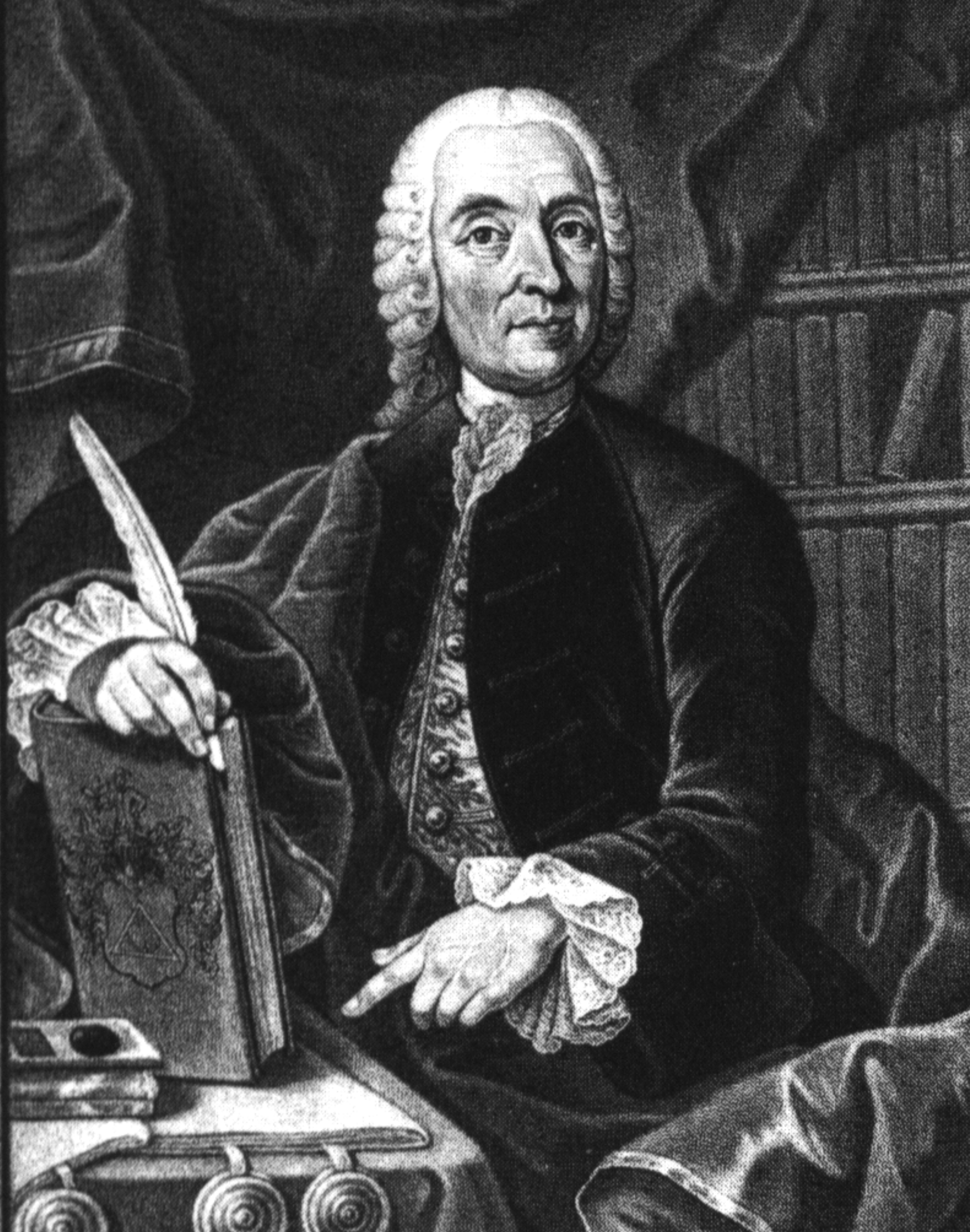
Christian Ernst Hanßelmann

Darstellung des obergermanisch-raetischen und des Odenwaldlimes in Hanßelmanns Fortsetzung des Beweißes ... (1773)

Christian Ernst Hanßelmann (auch Hanselmann, * 8. Juli 1699 in Weikersheim; † 26. August 1776 in Öhringen) war ein Archivar im Dienste der Grafen von Hohenlohe, der sich nach der Sichtung der römischen Funde in Öhringen der provinzialrömischen Forschung und Archäologie verschrieb.

## Leben
Nach dem Besuch des Öhringer Gymnasiums studierte Hanßelmann Rechtswissenschaft an der Universität Jena. Nach dem Studium und beruflichen Aufenthalten in den Niederlanden kehrte er 1730 nach Öhringen zurück, um das Archiv des Hauses Hohenlohe, das seit dem 15. Jahrhundert bestand, zu ordnen.
Die wissenschaftliche Arbeit Hanßelmanns lässt sich in drei Arbeitsbereiche aufgliedern: die eigentliche Archivarbeit, die Forschungen zur Landeshoheit des Hauses Hohenlohe und die Archäologie. Im Archiv des Hauses Hohenlohe schuf Hanßelmann gegliederte Einheiten mit Findbüchern, die noch heute in Gebrauch sind. Seine Arbeit im Archiv wurde ergänzt durch Arbeiten am Problem der Landeshoheit aus staatsrechtlicher Sicht.
Seine ersten Untersuchungen entstanden nach Preisaufgaben: 1748 schrieb er zum Thema der Ausdehnung der römischen Besatzung in Südwestdeutschland, angeregt durch die Königlich Preußische Akademie der Wissenschaften, 1765 befasste er sich nach einer Preisfrage der Mannheimer Akademie mit den vorrömischen Völkern auf dem Gebiet der Kurpfalz.
Daneben beschäftigte sich Hanßelmann auch wissenschaftlich mit der Archäologie. Dieses Interesse lösten bei ihm die Funde von römischen Fragmenten östlich von Öhringen aus. Er entdeckte ab 1766 zwei Kohortenkastelle in Öhringen. Nach Forschungen in den Kastellorten Mainhardt und Jagsthausen erkannte er die geradlinige Trassierung des obergermanischen Limes. Hanßelmann begriff als Erster, dass der Limes eine homogene Anlage ist, und konnte den römischen Ursprung der Anlage bestätigen. Darüber hinaus versuchte er als Erster, den Limes in geschichtliche Zusammenhänge zu bringen.
Hanßelmann wird als einer der Väter der wissenschaftlichen Limesforschung bezeichnet und wurde mit zahlreichen Auszeichnungen und Ehrungen bedacht. So war er unter anderem Mitglied der kaiserlichen Akademie der Naturforscher (1773). Er ist zudem einer der ersten, der sich für den Erhalt und die Sicherung antiken Stätten ausgesprochen hat:
„… damit ein solches schätzbares Ueberbleibsel des Alterthums nicht, wie fast insgemein zu geschehen pflegt, beym Nachgraben, vollends zerstöret, sondern vielmehr alles, wie es gefunden wird, in seinem Stand erhalten, anbey auch vor allen Überfällen unverständiger Leute, durch eine besondre Einfassung, sicher gestellt, und solcher Gestalt für die späte Nachkommenschaft aufbehalten werden mögte.“

## Ehrungen
Im Jahr 1773 wurde er zum Mitglied der Deutschen Akademie der Naturforscher Leopoldina gewählt.

## Werke
- Diplomatischer Beweiß, daß dem Hause Hohenlohe die Landes-Hoheit, mit denen zu selbiger gehörigen Rechten, nicht etwan in dem sogenannten grosen Interregno, oder nach solchen Zeiten erst, zu theil worden, sondern Demselben schon lang vorher zugestanden und in ruhiger Ubung zugekommen. Feßecker, Nürnberg 1751. (Digitalisat)
- Weiter erläutert- und vertheidigte Landes-Hoheit des Hauses Hohenlohe von denen Zeiten des sogenannten grossen Interregni ... Felßecker, Nürnberg 1757. (Digitalisat)
- Beweiß, wie weit der Römer Macht, in den mit verschiedenen teutschen Völkern geführten Kriegen, auch in die nunmehrige Ost-Fränkische, sonderlich Hohenlohische, Lande eingedrungen. Messerer, Schwäbisch Hall 1768. (Digitalisat)
- Fortsetzung des Beweißes, wie weit der Römer Macht, in denen mit verschiedenen teutschen Völkern geführten Kriegen, auch in die nunmehrige Ost-Fränkische, sonderlich Hohenlohische, Lande eingedrungen. Messerer, Schwäbisch Hall 1773. (Digitalisat)